# Leichtflüchtige halogenierte Kohlenwasserstoffe
Leichtflüchtige halogenierte Kohlenwasserstoffe (kurz LHKW) sind gemäß Definition der LAWA alle halogenierten C1- und C2-Kohlenwasserstoffe, einschließlich Trihalogenmethane. Dazu zählen beispielsweise Chloroform, Perchlorethylen oder Vinylchlorid (Grundstoff zur PVC-Produktion). LHKW bilden einen Bestandteil in vielen Handelsprodukten und chemischen Zubereitungen sowie in Lösungsmitteln und Extraktionsmitteln. LHKW lassen sich in verschiedene Untergruppen einteilen, wobei die LCKW zur wichtigsten zählt.
Zu beachten ist, dass LHKW Schädigungen der Ozonschicht bewirken und einige auch krebserregend wirken (wie etwa Vinylchlorid). Aufgrund ihres chemischen Gefährdungspotentials sind sie ein bei Boden-, Luft- und Wasseranalysen zu bestimmender Parameter. Wegen der hohen Flüchtigkeit, d. h. hohem Dampfdruck, müssen die Proben möglichst kühl gelagert werden und sollten so schnell wie möglich im Labor untersucht werden. Die Analyse findet im Gaschromatographen statt.